# Šitbořice
Šitbořice là một làng thuộc huyện Břeclav, vùng Jihomoravský, Cộng hòa Séc.